# Woskriesienowka (rejon dobriński)
Woskriesienowka (ros. Воскресеновка) – wieś (dieriewnia) w Rosji, w obwodzie lipieckim, w rejonie dobrińskim. W 2021 liczyła 67 mieszkańców.